# Comité Central del Partido de los Trabajadores de Corea
El Comité Central del Partido de los Trabajadores de Corea (Hangul: 조선로동당 중앙위원회) es el máximo organismo del partido entre las reuniones nacionales del PTC. De acuerdo con las reglas de PTC, el Comité Central es elegido por el congreso del partido y se puede conferir a la conferencia del partido el derecho a renovar su composición de miembros. En la práctica, el Comité Central tiene la capacidad de destituir y nombrar nuevos miembros sin consultar con el partido en general en sus propias sesiones plenarias.
El 1er Comité Central fue elegido en el 1er Congreso del PTC en 1946. Estaba compuesto por 43 miembros. El número de miembros del Comité Central ha aumentado desde entonces, y el VII Congreso en 2017 eligió a 235 miembros. Los miembros sin derecho a voto, oficialmente denominados miembros suplentes en la actualidad, se presentaron en el 2º Congreso.
El Comité Central se reúne al menos una vez al año para una sesión plenaria ("reunión"), y funcionará como un foro principal para la discusión sobre cuestiones políticas relevantes. Opera sobre el principio del Sistema Ideológico Monolítico y la teoría del Gran Líder. El papel del Comité Central ha variado a lo largo de la historia. En su historia temprana hasta el Incidente de la Facción de Agosto fue un foro en el que competían diferentes facciones. Desde entonces, generalmente ejerce el poder a través de procedimientos formales definidos en las reglas del partido. Sin embargo, su capacidad real para influir en los resultados de las decisiones de personal a nivel nacional es inexistente, ya que esa función ha sido, en general, realizada en la práctica por la familia Kim y el Politburó. No obstante, los plenos del Comité Central funcionan como espacios en los que las políticas se implementan formalmente y se hacen anuncios públicos. Las decisiones se dan a conocer públicamente en forma de "resoluciones" o "decisiones".